# Алмей, Йенс
Йенс Алмей (нидерл. Jens Almey; род. 3 июля 1996) — бельгийский шорт-трекист, участник зимних Олимпийских игр 2018 года. Спортсмен года 2016 в Кнесселаре.

## Спортивная карьера
Йенс Алмей родился в городе Дейнзе, провинция Восточная Фландрия, Бельгия. Его родители (отец — Жан-Нико и мать — Николь де Винтер) занимаются фермерством. Начал кататься на коньках с восьмилетнего возраста на катке в городе Экло. Тренируется на базе клуба «Short Track Club Kristallijn» в Генте под руководством Маартена Слембрука (нидерл. Maarten Slembrouck), а в национальной сборной — Питера Иселя (фр. Pieter Gysel). Обучается в бизнес колледже «Hogeschool PXL» в Хасселте, по специальности — маркетинг.
Лучший, на данный момент, его персональный показатель на соревновании международного уровня был продемонстрирован во время чемпионата Европы по шорт-треку 2017 года в итальянском городе — Турин. Бельгийская команда, в составе который был Алмей, в мужской эстафете на 5000 м с результатом 7:02.189 (+5.922) заняла седьмое место.
На зимних Олимпийских играх 2018 года Алмей был заявлен для участия в забеге на 1500 м. 10 февраля 2018 года в ледовом дворце Каннын во время полуфинального забега второй группы на 1500 м он потерял равновесие и врезался в барьер, прекратив таким образом дальнейшую борьбу. В общем зачете он занял 17-е место. После соревнования выяснилось, что Алмей получил травму в запястье (трещина скопидной кости), что повлечёт за собой шестинедельный период выздоровления. Из-за этого он пропустит участие в чемпионате мира по шорт-треку 2018 года в Монреале.